# 1664
| 1664               |
| ------------------ |
| Dødsfald - Fødsler |
| • Begivenheder     |

| Gregoriansk kalender | 1664 MDCLXIV            |
| Ab urbe condita      | 2417                    |
| Armensk kalender     | 1113 ԹՎ ՌՃԺԳ            |
| Kinesiske kalender   | 4360 – 4361 癸卯 – 甲辰 |
| Etiopisk kalender    | 1656 – 1657             |
| Jødisk kalender      | 5424 – 5425             |
| Hindukalendere       |                         |
| - Vikram Samvat      | 1719 – 1720             |
| - Shaka Samvat       | 1586 – 1587             |
| - Kali Yuga          | 4765 – 4766             |
| Iransk kalender      | 1042 – 1043             |
| Islamisk kalender    | 1075 – 1076             |

Konge i Danmark: Frederik 3. 1648-1670
Se også 1664 (tal)

## Begivenheder

### Udateret
- Landgildematriklen indføres til skatteudskrivningen. Landbrugsjorden inddeles i tønder hartkorn efter jordens ydeevne og areal. Afløses i 1688 af Christian 5.s matrikel

### Marts
- 12. marts - New Jersey bliver engelsk koloni

### Maj
- 7. maj - Ludvig 14. af Frankrig indvier Versailles

### September
- 24. september - Nederlandene overgiver New Amsterdam til England. New Amsterdam bliver senere til New York City

## Dødsfald
- 20. februar – Corfitz Ulfeldt